# Écran rouge de la mort

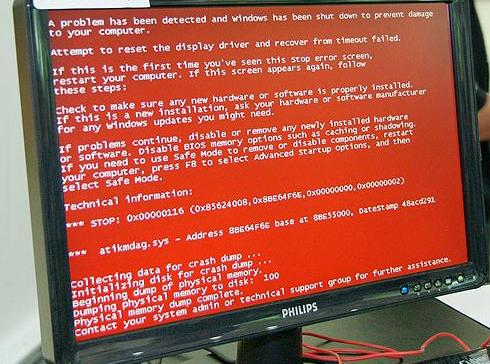
Écran rouge de la mort dans Windows Vista.

L’écran rouge de la mort (« Red Screen of Death » en anglais, en abrégé RSoD, parfois appelé « Red Screen of Doom ») est le surnom du message d'erreur qui a existé dans certaines versions bêta du système d'exploitation Microsoft Longhorn (devenu plus tard Windows Vista), mais aussi dans les premières bêtas de Microsoft Memphis (devenu plus tard Windows 98).
Il a été abandonné dans la Bêta 1 (Build 5112) de Windows Vista pour toutes les erreurs, sauf celles liées au bootloader.
L'emploi du terme « Screen of Death » fait penser à un autre, l'écran bleu de la mort sur les autres systèmes d'exploitation Microsoft Windows, mais aussi à la panique du noyau des systèmes Unix et Linux et du Guru Meditation des ordinateurs personnels sous AmigaOS.
Dans les versions récentes du logiciel Lotus Notes, l'écran rouge de la mort renvoie parfois à des erreurs fatales, mais celles-ci ne sont pas en plein écran comme le Microsoft rouge ou des écrans bleus de la mort, mais sont plutôt des boîtes de couleur rouge vif avec des bordures noires.
Un outil est disponible pour modifier la couleur d'un écran bleu de la mort par d'autres couleurs sous Windows 9x dans system.ini.
Un écran rouge de la mort peut également faire son apparition en cas de "hue shift" sous Windows 10 et Windows 11, du a un problème avec la carte graphique, ou son pilote. Cet écran rouge de la mort est accompagné d'artéfacts sur le texte.

## Autres apparitions
L'écran rouge de la mort est aussi présent sur la console Atari Jaguar, lors d'une erreur de chargement de cartouche ou lorsque la console détecte une copie pirate de cartouche. Lorsque cela se produit, on entend un rugissement de jaguar, le logo « Jaguar » rouge apparaît et l'arrière-plan passe du noir au rouge. Un écran similaire existe aussi sur la Sega Mega Drive.[réf. souhaitée]
Il peut également apparaître dans certains simulateurs de vol sophistiqués (comme ceux de FlightSafety International). Quand un pilote de l'appareil s'écrase, tous les écrans dans le poste de pilotage deviennent rouges. Ce dernier est généralement accompagné par des sons d'écrasement et de quelques violents à-coups du système de mouvement.[réf. souhaitée]
On le trouve aussi comme écran d'erreur de la PlayStation 2 quand le disque détecté n'est pas au format PlayStation ou PlayStation 2, ou qu'il y a un problème avec le laser du lecteur de disque. Un tunnel rouge avec deux cubes transparents apparaît, suivi d'une phrase indiquée en gris « Veuillez insérer un disque au format PlayStation ou PlayStation 2 ». Il est accompagné par un son semblable à l'écran d'accueil, mais avec un bruit plus aigu et bien plus intense. Cet écran est d'ailleurs connu pour être terrifiant et pour avoir marqué beaucoup de jeunes joueurs en raison du ton vide et triste de l'écran d'erreur.[réf. souhaitée]
Le même problème apparait sur certains modèles de la PlayStation 1 où il y a un mur rouge qui s'affiche à l'écran où il est indiqué « Veuillez insérer un disque au format PlayStation », sauf que contrairement à celui de la PS2 il n'y a aucun effet sonore (sur certains modèles l'écran d'erreur a le même fond que l'écran d'accueil, en faisant un écran bleu).[réf. souhaitée]
Sur la PlayStation Portable et la PlayStation 3, on trouve aussi un RSoD au cours de très rares occasions où la flash0:, mémoire flash interne du disque, est endommagée. L'utilisateur n'a pas d'autre choix que de contacter le support technique de Sony. Il peut être simulé par la suppression du fichier Index.dat de flash0: sur la PSP, mais cela est déconseillé aux utilisateurs non avertis.[réf. souhaitée]